# عنف
| لا توجد بيانات | أقل من 200 |
| 200-400        | 400-600    |
| 600-800        | 800-1000   |
| 1000-1200      | 1200-1400  |
| 1400-1600      | 1600-1800  |
| 1800-2000      | 2000-3000  |
| أكثر من 3000   |            |

معدلات الأمم المتحدة لحالات العنف الجسدي التي أدت إلى وفاة، لكل 100,000 نسمة حسب البلد في 2002.

العنف هو تعبير عن القوة الجسدية التي تصدر ضد النفس أو ضد أي شخص آخر بصورة متعمدة أو إرغام الفرد على إتيان هذا الفعل نتيجة لشعوره بالألم بسبب ما تعرض له من أذى. وتشير استخدامات مختلفة للمصطلح إلى تدمير الأشياء والجمادات (مثل تدمير الممتلكات). ويستخدم العنف في جميع أنحاء العالم كأداة للتأثير على الآخرين، كما أنه يعتبر من الأمور التي تحظى باهتمام القانون والثقافة حيث يسعى كلاهما إلى قمع ظاهرة العنف ومنع تفشيها. ومن الممكن أن يتخذ العنف صورًا كثيرة تبدو في أي مكان على وجه الأرض، بدايةً من مجرد الضرب بين شخصين والذي قد يسفر عن إيذاء بدني وانتهاءً بالحرب والإبادة الجماعية التي يموت فيها ملايين الأفراد. والجدير بالذكر أن العنف لا يقتصر على العنف البدني فحسب بل على العالم أجمع.

## أصل الكلمة
كلمة «العنف» تأتي من اللاتينية، مما يعني استخدام القوة بغض النظر عن شرعية استخدامها.

## أنواع العنف

### الإيذاء البدني
تجدر الإشارة إلى أنه حتى الآن لم يتم التوصل إلى إجماع تعريف موحد للإيذاء البدني، إلا أن أحد الأساتذة قد عرفه، بأنه الأذى الفعلي أو المحتمل وقوعه على الطفل أو التعاون في منع حدوثه، بالإضافة إلى تسميم الطفل المتعمد، أو خنقه أو بالضرب المبرح له.
وعموماً يمكن القول إن الإيذاء البدني للطفل هو أي نوع من أنواع السلوك المتعمد، الذي ينتج عنه إحداث الضرر والأذى على جسم الطفل، والممارس من قبل أحد الوالدين أو كليهما أو الآخرين المحيطين بالطفل أو من غرباء عن الطفل، والموجه نحو أحد الأطفال في الأسرة أو كلهم، سواء كان في صورة عمل يتسبب في إحداث ألم للطفل (كالضرب أو الحرق أو الخنق أو الحبس أو الربط)، أو أي أعمال أخرى غير مباشرة من الممكن أن تسبب في حدوث ضرر للطفل (كعدم توفير العلاج له أو إيقافه عنه، أو عدم إعطاء الطفل غذاء كافيا) وهذا يؤثر على نفسية الطفل بشكل كبير.

### الإيذاء النفسي
اختلفت التسميات حول مفهوم هذا النوع من الإيذاء، فهناك من يطلق عليه الإيذاء النفسي، أو الإيذاء العاطفي، ويشير البعض إلى أن الإيذاء النفسي، يتضمن التهديد، أو التخويف، أو الإيذاء اللفظي، أو المطالبة بالقيام بأشياء غير واقعية أو بجرح مشاعره ومعايرته
ويعرف بعض الأساتذة، الإيذاء النفسي للطفل بأنه «أي سلوك أو عمل متعمد، يصدر من قبل أحد الوالدين أو كليهما أو الآخرين المحيطين بالطفل أو من غرباء عن الطفل، تجاه أحد أو كل الأطفال في الأسرة، ويتسبب في إحداث أي نوع من أنواع الضرر والأذى للطفل، وذلك بإتباع الأساليب التي تسبب ألماً نفسياً للطفل كالسخرية منه، أو إهماله، أو نبذه، أو تهديده، أو تخويفه، أو توجيه العبارات الجارحة له، أو معاملته معاملة سيئة، أو التفرقة بينه وبين أخوته أو حرمانه من العطف والمحبة والحنان، إلى غير ذلك من الأعمال التي تتسبب في الأذى النفسي للطفل كنتيجة لها».

## أسباب العنف

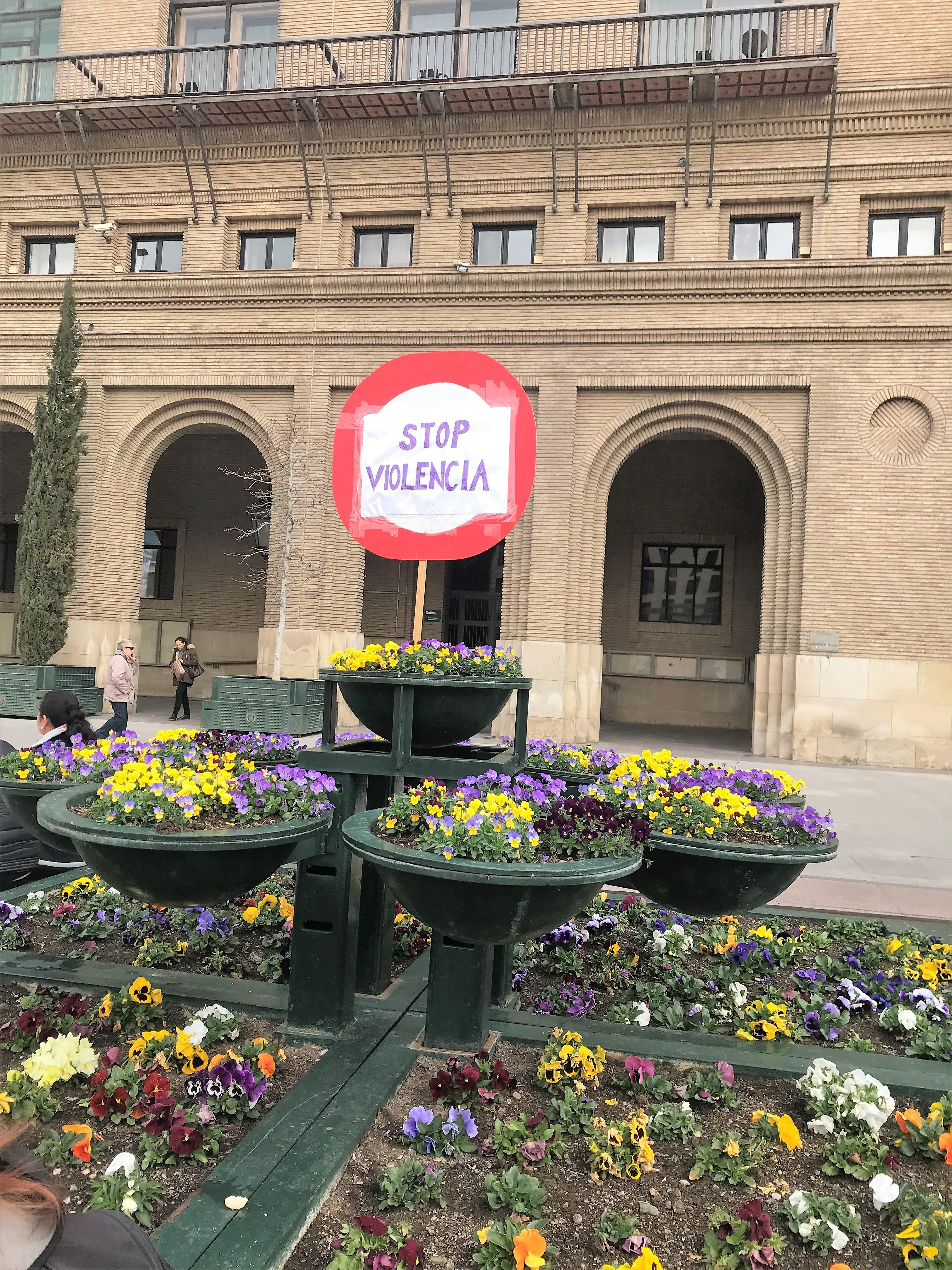
لافتة تدعو لوقف العنف، من ساراغوسا في إسبانيا، رفعت بمناسبة يوم المرأة العالمي 2018

1. العنف الأسري: قد يكون هناك عنف داخل الأسرة من ضرب وشتم وتحقير سواء أكان له أو لغيره من أفراد أسرته مما يؤثر سلباً على هذا الشخص الذي يتولد عنده مثل هذا العنف الذي قد يبحث عن مكان خارج البيت لينفس فيه عما يجول بخاطره وفكره، فيجب على الوالدين اجتناب أفعال العنف أمام أطفالهم.
2. الشعور بالنقص لقلة الإمكانيات المادية والاجتماعية مما تؤثر فيه سلباً، فيبدأ بمقارنة نفسه بالآخرين باحثاً عن طريق للفت الأنظار وحب الظهور، يجب على الوالدين في هذه الحالة تعليم طفلهم مبادئ الرضا والقناعة وعدم مقارنة نفسهم بالاخرين.
3. الثقافة التي ينشرها الإعلام هي دور صارخ في رأي الشخصي سبب لهذا العنف، فإعلامنا لا يبث برامج توعية ولا يبث برامج تنمي لدى الفرد روح المبادرة والإيثار والحث على العمل التطوعي ولا يخصص برامج تنمي روح التفكير والإبداع لدى جيل الشباب الذي هو يمثل شريحة كبيرة وواسعة من المجتمع، ناهيك عن الأفلام، والمسلسلات البرامج التي لا تعطي القيم ولا تحث على غرس الفضيلة والنزاهة، وأما عن الأغاني التي تمجد القبيلة وتحث على العصبية وتؤثر الأقليمية، ففي ملاحظة على أغانينا الوطنية راجياً من مؤليفها التغني بحب الوطن وأمجاد الوطن وعشق الوطن وأهله دون تحديد المنطقة والقبيلة.
4. انتشار البطالة بين الشباب: فما نلاحظه من مواكب الخريجين الذين لا يجدون عملا أو وظيفة قد يكون لها التأثير في هذا العنف.
5. ضعف الفهم للدين وهذا من ضمن الأسباب فقد يكون هناك ضلال في فهم الشاب كما في بعض الجماعات المتطرفة والتي تتخذ من العنف وسيلة للتعبير عن أفكارها وآرائها.
6. ضعف قنوات الحوار بين الشباب والجهات المعنية لحل مشكلاتهم، ومع ضعف القدرة على الإقناع الثقافي والديني لدى بعض المتخصصين في الندوات القليلة أو من خلال وسائل الإعلام، فالكل غالباً يتعامل مع هذه المشكلات بسطحية شديدة دون معالجة حقيقية لتلك المشكلات، أو إيجاد حلول واقعية وسليمة، هي فقط مجرد وعود بل ربما لا توجد هذه الوعود أصلا.
7. فقدان العقل: قد يكون الاندفاع والتسرع سبباً في هذا العنف لحظة طيش وتهور وعدم ضبط الأعصاب، ونحن نعرف أن الغضب سبب للكثير من المشاكل. والرسول يوصينا بعدم الغضب ((لا تغضب)) وإن كنا في زمن فيه الكثير ما يدعو لذلك.
8. الحسد والحرمان: إن الفروق الفردية بين طبقات المجتمع قد تولد شعوراً وإحساساً بالحرمان وطبعاً الرزق من الله، ولكن تفكير الشباب قد يمنع عنه الروية والتبصر لهذا الأمر مما يسبب له الشعور بالاختناق والغضب على من هم أفضل منه وضعاً، فقد تدفعه بطريقة ما ليعبر عنها وإن كانت لا توصله لنتيجة حتمية وسريعة.
9. النفاق: آفة كبيرة تجعل الكثير من المطبلين والمسحجين لأيجاد مبررات لفريق اوطرف على الآخر عند حدوث مشكلة ما أو افتعال حادثة، محاولا تبرير عمل جماعته لصالحه وعدم مراعاة ما يريدوه الآخرون ولو كانوا على صواب.
10. العصبية: وهي في نظري من أكبر الأسباب التي أودت بشبابنا إلى هذا الذي نراهم فيه ونشاهده، وإن كانت مدفوعة بنظري ممن هم أكبر منه سناً من رموز لهم يعتبرونه الرمز والقدوة، وأنا لا أدعو بأن يتخلى المرء عن عشيرته وقبيلته فالاحترام مطلوب وواجب، ولكن بعيدا عن النزق والحمية والجاهلية.
11. أسباب ودوافع سياسية: لأن السياسة لا مبدأ لها، فقد تؤثر على الغير لمصلحة فرد أو جماعة أو حزب أو مؤسسة وعلى حساب طرف آخر لتبين للغير أنها ترى المصلحة في ما يراه صاحب القرار، لا في ما يراه غيره من الآخرين.
12. قلة الوعي بالأساليب المناسبة للتعامل مع المواقف، ووقوع الظلم على بعض الأشخاص يجعلهم أكثر عنفاً وعدواناً

## حلول مقترحة للحد من ظاهرة العنف
1. العمل على زيادة الوعي الديني والأخلاقي والتربوي والتعريف بحقوق الطفل وواجبات المربين من خلال تنظيم محاضرات وندوات توعوية.
2. دراسة وضع الأنظمة والتشريعات التي تضبط أسلوب التعامل مع الأطفال في المدارس.
3. محاربة ظاهرة عمالة الأطفال من قبل الدولة والمجتمع ومحاولة إبقائهم في مجالات العمل.
4. تعزيز الدور الإعلامي في محاربة هذه الظاهرة، وتسخير الأعمال الدرامية لخدمة مثل هذه الفرص.
5. إجراء بحوث لوضع الحلول من مشكلة تسرب الأطفال من المدارس.
6. إيجاد وسائل الترفيه السليم والنافع وبحد معقول.
7. تعزيز الحريات السياسية للابتعاد عن حالات الكبت السياسي التي قد تظهر في صور سلبية متعددة من بينها الاعتداء على الأطفال.
8. وضع برامج تثقيفية موجهة للمقبلين على الزواج حول مهارات حل المشاكل الأسرية عبر الحوار والأساليب السليمة في تربية الأبناء وتكون إلزامية كالكشف الصحي قبل الزواج.
9. الالتزام بالتعاليم الإسلامية السمحة وتطبيقها في الحياة الأسرية، سواء كان ذلك على صعيد اختيار الزوجين، أوتسمية الأبناء، أو تربيتهم والتعامل معهم، أو احترام الأبوين.
10. ضرورة توضيح مقصد الشرع في الآيات والأحاديث التي ورد فيها ذكر الضرب حتى لا تستغل باسم الإسلام ومحاربة المحرفين.
11. العمل على إشباع احتياجات الأسرة النفسية والاجتماعية والسلوكية وكذلك المادية.
12. العمل على تحاشي بعض الأسباب الموصلة إلى العنف الأسري، كعدم العدل بين الزوجات في حال التعدد، والتخفيف من تدخل الأهل والأقارب في الشئون الداخلية للأسرة.
13. المساواة في التعامل مع الأبناء حيث أن عدم العدل يؤدي إلى الكراهية والبغضاء والعنف بين الأخوة وذلك بتوعية الآباء والأمهات.
14. عدم الاعتماد على المربيات الأجنبيات في تربية الأبناء لما قد يترتب عليه من آثار سيئة ونقل ثقافات مختلفة عن مجتمعنا.
15. الابتعاد عن مشاهدة مناظر العنف على القنوات الفضائية والانترنت، وهذا يكون دور الوالدين.
16. إدراج حقوق الأسرة والوقاية والتصدي للعنف الأسري ضمن المناهج في كافة المراحل التعليمية والعمل على أن تكون بيئة المدارس خالية من العنف.
17. دور الأئمة والخطباء بتوضيح نظرة الشرع للعنف الأسري وتوعية الناس.
18. العمل علي تكوين مؤسسات تهتم بشؤون الأسرة وتوفر أماكن للعنيفين الذين لا يقبل أهاليهم الرجوع إليهم ويكون بهذه المؤسسات أخصائيين اجتماعيين وأخصائيين نفسيين قادرين على العلاج النفسي وقوانين للعمل على توضيح الحقوق القانونية للعنيفين والدفاع عنهم كذلك يكون لهذه المؤسسات فروع مكاتب للإرشاد والتوجيه في مجال الأسرة موزع علي المناطق وتعمل تثقيف الأطفال بما قد يتعرضون له وكيفية حمايتهم لأنفسهم وتشجيعهم على التحدث عما يصادفهم مع توفير أماكن للمتعرضين للعنف وتحسين حالتهم النفسية.
19. التزام كافة الجهات المتعاملة مع حالات العنف الأسري كأجهزة الشرطة والمحاكم بتوفير الحماية والرفق والخصوصية لهؤلاء الضحايا في الإجراءات والمنشآت التي يتم التعامل معهم فيها.
20. تفعيل محاكم مختصة بالأسرة لتتولى البث في قضايا العنف الأسري، ويستعان فيها بخبراء في مجال الأسرة من كافة التخصصات.
21. زيادة الوعي الثقافي بين الناس لتعريف المواطن بحجم ظاهرة العنف وأسبابها والآثار المترتبة عليها وبدورهم في الوقاية والحماية من العنف.
22. الاستفادة من وسائل الإعلام بطرقه المتعددة لتكثيف التوعية بالآثار السلبية للعنف الأسري وإقامة الندوات والمحاضرات مع ضرورة وعي وسائل الإعلام بصورة كبيرة.
23. الحد من استخدام بعض الأساليب الخاطئة في التربية كاستخدام العقاب البدني للأطفال ومحاولة الوصول إلى طرق أخرى للعقاب بدلاً من الضرب كالحرمان من الأشياء المرغوبة للطفل على أن لا تكون من الأشياء الأساسية، هكذا تكون طريقة الحرمان أكثر فاعلية من الضرب وتكون استجابة الطفل أعلى؛ لأنه قد حرم من شئ يرغب فيه، أما الضرب فسيكون اعتاد عليه ولن يبالي بعد ذلك به.
24. العمل على القضاء على البطالة والفقر لأن تدني المستوى الاقتصادي للأسرة قد يدفع ببعض أفرادها لتفريغ شحنات معاناتهم السلبية نتيجة الضغوط المعيشية فتكون النتيجة تعرض بعض أفراد الأسرة للعنف.
25. توفير الخدمات العلاجية والإرشادية للمعتدين وإلحاقهم ببرامج تأهيل نفسية واجتماعية وذلك من خلال حصرهم وتصنيفهم حسب خطة علاجية تناسب كل منهم ووضعهم في جمعيات وأماكن مناسبة لتأهيلهم مع وجود لجنة إشراف متطورة.
26. تشديد العقوبات المترتبة على القائمين بالعنف.
27. التأكد من الصحة النفسية والعقلية لكل من الزوجين عند إقبالهم على الزواج حتى لا يؤثر ذلك على الأطفال.
28. مساعدة الشباب في الحصول على أعمال تشغل فراغهم وتضمن مستقبلهم ومساعدتهم على الزواج وبناء الاسر.

## روابط خارجية
- منع العنف  في منع العنف في منظمة الصحة العالمية
- منع العنف  في مراكز مكافحة الأمراض والوقاية منها
- منع العنف  في جمعية علم النفس الأمريكية
- التقرير العالمي عن العنف ضد الأطفال/  لدى الأمين العام للأمم المتحدة
- مخبأة في مشهد عادي: تحليل إحصائي للعنف ضد الأطفال.  في اليونيسف